# Margery Wilson
Margery Wilson (nacida como Sara Barker Strayer; 31 de octubre de 1896–21 de enero de 1986) fue una actriz, escritora, y directora de cine mudo estadounidense. Apareció en 51 películas entre 1914 y 1939.

## Primeros años y educación
Wilson nació en Gracey (Kentucky) como Sara Barker Strayer, hija de Mr. y Mrs. Holmes B. Strayer.
Recibió formación superior en filosofía y literatura, al tiempo que realizaba trabajos de servicio social. Al principio, Wilson actuaba en público en clubes, escuelas e iglesias de Cincinnati. Más tarde, realizó giras desde Ohio hasta Atlanta con los John Lawrence Players como actriz principal. 
A los 16 años fundó su propia compañía de teatro. Ella y su hermana partieron a Londres en una gira mundial como animadoras musicales. Se cambió el nombre a los 16 años porque a sus parientes no les gustaba que el apellido se asociara con la actuación.

## Carrera cinematográfica
En 1914, Wilson viajó a Los Ángeles para hacer carrera en Hollywood. Participó en una gran variedad de películas, pero se la conoce sobre todo por su interpretación de Brown Eyes, un personaje de la película de D.W. Griffith Intolerance. Tuvo tres docenas de papeles, muchos de ellos protagonistas.
Wilson fue también una de las primeras directoras de Hollywood. Su carrera como guionista, directora y productora cinematográfica fue breve, de 1920 a 1922. Esos tres años no incluyen el tiempo que pasó de gira con sus películas. Dirigió al menos tres películas: That Something (1920), The Offenders] (1921) e Insinuation] (1922). No se conservan copias de ninguna de sus películas. Terminó su trabajo como directora de cine a finales de la veintena.

## Vida personal y posterior
Wilson tuvo dos hijos. Ambos murieron antes que ella. Dejó el negocio de la producción cinematográfica para cuidar de sus hijos tras casarse con Otto Meeks, propietario de un imperio ganadero (o "un destacado industrial del Wéstern"). Tras la muerte de éste, se casó con Grover Paulette Williamson. Su tercer esposo, Vance Link Bushnell, murió en 1947. Aunque ya no se dedicaba a la producción cinematográfica, siguió vinculada al negocio colaborando en folletos sobre personajes famosos. Gracias a sus contactos en Hollywood, pudo escribir 50 de los folletos.

## Trayectoria profesional
Escribió libros de orientación que enseñaban a los maridos a proteger y tratar a sus esposas. En 1951 se publicó su libro How to Make the Most of Wife. Estos libros también podrían considerarse de no ficción inspiradora. Su autobiografía, I Found My Way, se publicó en 1956.
Wilson también fue autora de varios libros de inspiración y autoayuda para mujeres, como "Charm" y "The Woman You Want to Be". Tras su carrera como directora de cine, trabajó con éxito como profesora de oratoria para actores y dio conferencias públicas tanto en la radio como en persona.[cita requerida]

## Filmografía parcial
- The Lucky Transfer (1915, cortometraje) - The little girl
- Double Trouble (1915) - Elizabeth Waldron
- The Primal Lure (1916) - Lois Le Moyne
- Eye of the Night (1916) - Jane
- Intolerance (1916) - Brown Eyes
- The Return of Draw Egan (1916) - Myrtle Buckton
- A Corner in Colleens (1916) - Rose
- The Honorable Algy (1916) - Patricia
- The Sin Ye Do (1916) - Alice Ward
- The Habit of Happiness (1916)
- The Bride of Hate (1917) - Mercedes Mendoza
- The Gunfighter (1917) - Norma Wright
- The Last of the Ingrams (1917) - Mercy Reed
- The Desert Man (1917) - Jennie
- Wolf Lowry (1917) - Mary Davis
- The Clodhopper (1917) - Mary Martin
- The Mother Instinct (1917) - Marie Coutierre
- Mountain Dew (1917) - Roxie Bradley
- Wild Sumac (1917) - Wild Sumac
- Without Honor (1918) - Jeanie McGregor
- The Flames of Chance (1918) - Jeanette Gontreau
- The Hard Rock Breed (1918) - Shiela Dolan
- The Law of the Great Northwest (1918) - Marie Monest
- The Hand at the Window (1918) - Laura Bowers
- Old Love for New (1918) - Gwendolyn Alcot
- Marked Cards (1918) - Ellen Shannon
- Venus in the East (1919) - Martha
- Crooked Straight (1919) - Vera Owen
- Desert Gold (1919) - Mercedes Castenada
- The Blooming Angel (1920) - Carlotta
- That Something (1920, codirectora) - Dorah Holmes
- The House of Whispers (1920) - Clara Bradford
- Why Not Marry? (1922)
- Insinuation (1922, directora) - Mary Wright
- The Offenders (1922, codirectora)